# Alegria da Zona Sul
Grêmio Recreativo Escola de Samba Alegria da Zona Sul foi uma escola de samba da cidade do Rio de Janeiro. Criada na comunidade do Cantagalo-Pavão-Pavãozinho, em Copacabana, teve como característica mais forte em seus enredos a utilização de temas que tratem da temática da negritude, já tendo utilizado esse tema diretamente quatro vezes em menos de 20 anos.
A escola foi sediada na Rua Saint Roman, em Copacabana, mas já chegou a ter quadra na Rua Frei Caneca, ao lado da Praça da Apoteose.

## História
A escola foi criada em 28 de julho de 1992 através da fusão dos blocos de enredo Alegria de Copacabana (Este, oriundo da fusão dos GRBC Independente do Pavãozinho e Império do Pavão) e Unidos do Cantagalo. A escola adotava as cores azul, verde e branco e tinha como símbolo o papagaio (bandeira do Alegria de Copacabana - verde, rosa e branca) e o Galo (do Unidos do Cantagalo - Azul e branco), além do calçadão de Copacabana e Pão de Açúcar (um olhar do Posto 6 de Copacabana para o Leme) .
Em 1993, no seu primeiro ano na AESCRJ, o Alegria conseguiu se manter no grupo E, apresentando o enredo "Sou Mais Carioca", que retratava os 100 anos de seu bairro, os 50 anos do personagem Zé Carioca e do primeiro aniversário da agremiação.
No ano seguinte, já consolidada, a Alegria da Zona Sul alcançou seu primeiro campeonato, com o enredo "Na Dança das Cores: Preto Não é Cor, Mas Negro é Raça", apresentando em seu desfile um apanhado dos significados das cores e enaltecendo a raça negra.
Em 1995, embora com força de um recente título, e no grupo D, o Alegria não desfilou.
No ano seguinte, 1996, penalizado pela Associação, disputou novamente o Grupo E, obtendo novamente o título, com o enredo "Olha que Coisa Mais Linda Mais Cheia de Graça", contando a história e comemorando o centenário do bairro Ipanema.
Em 1997, após novos distúrbios, quase não desfila. Seu enredo foi "Capoeira, Um Ballet á Brasileira", contando a origem da luta/dança. Apesar dos problemas, consegue uma boa apresentação, que lhe rendeu o vice-campeonato e o acesso ao grupo C.
Em 1998, obteve o sétimo lugar com o enredo "Mulher Negra é Cultura Mundial", enaltecendo a importância e força da mulher negra desde os primórdios da humanidade, mantendo-se no mesmo grupo.
Em 1999, o Alegria apresenta-se com o enredo "Alegria, Seu Signo no Zodíaco", na Avenida Rio Branco, apresentando os signos e colocando a escola como o signo da euforia. Obteve o penúltimo lugar, e desceu para o grupo D.
No ano 2000, o Alegria vence e sobe novamente para o grupo C com o enredo "Negro Quem És?".
Em 2001, com o enredo "Brasil um País de Todas as Raças", mostrando as etnias que estiveram no Brasil até mesmo antes do descobrimento dos portugueses e a miscelânea que é o povo brasileiro, o Alegria da Zona Sul é campeão na Avenida Rio Branco,  classificando-se para o desfile no grupo B na Marquês de Sapucaí.
Em 2002, foi a segunda escola a desfilar na terça-feira de carnaval, conseguindo a 6ª colocação com o enredo "O Sonho Dourado de Percy", mostrando a saga do coronel inglês Percy Fawcett, desaparecido no interior do sertão brasileiro quando buscava a entrada para o Eldorado.
Em 2003, apresentou o tema "Festa no Quilombo: na Coroação de um Rei Negro", a escola apresentou, num sonho de folião, o que teria sido a festa de coroação de Ganga Zumba, o primeiro rei de Palmares, quando, os mocamos homenagearam o entronado com danças afro-brasileiras, o que rendeu a ascensão ao grupo A.
Em 2004, o grêmio apresentou na avenida dos desfiles o enredo "Dorival Caymmi, o Mar e o Tempo nas Areias de Copacabana", onde se aproveitou do fato de ser do bairro que o cantor e compositor Dorival Caymmi escolheu para viver e completar seus 90 anos de idade.
Reestruturado, o Alegria alterou suas cores em 2005 para vermelho, branco e ouro. Trouxe como intérprete Pixulé, vindo da Leão de Iguaçu; o diretor de Harmonia Sassá e o diretor de bateria Folia. A escola apresentou o enredo Teatro Rival - 70 anos de resistência cultural e obteve a sua melhor colocação desde sua criação: quinta colocada da segunda divisão.
Em 2006, primeira escola a desfilar na noite de sábado, apresentou o enredo "A Alegria é show de bola", que tinha a bola como tema. Com carros inacabados, sendo que o último não conseguiu atravessar a passarela durante o desfile, a escola acabou na última posição, sendo rebaixada. Naquele ano, teve o reforço do casal de mestre-sala e porta-bandeira Maria Helena e Chiquinho, demitidos da Imperatriz.
Em 2007, trouxe de volta Pixulé e continuou com Maria Helena e Chiquinho, mas com o enredo Negro não humilha e nem se humilha a ninguém. Todas as raças já foram escravas também terminou na 7º colocação.
Em 2008, falando sobre Albino Pinheiro, a Alegria terminou na 5º colocação. No ano seguinte, a escola trouxe como enredo Heitor dos Prazeres, carioca da gema, sambista de coração, ficando na 10º colocação com 237.6 pontos, permanecendo no mesmo grupo.
Para 2010 a escola trouxe o carnavalesco Lane Santana, que desenvolveu o enredo No mundo da fantasia… vejo as cores da Alegria. Além disso trouxe o mestre Claudinho Tuiuti pra fazer dupla com o Mestre Tabaco e teve como madrinha de bateria, a ex-rainha do carnaval 2009 Jéssica Maia, tendo feito um desfile considerado pela crítica como de alto nível, sagrou-se campeã do Grupo Rio de Janeiro 1 (antigo Grupo B) e retornou ao Grupo de acesso A, em 2011.
Nos preparativos para o carnaval de 2011, teve parte de seu barracão incendiado, tendo prejuízo com o incêndio. devido a isso, a escola recorreu a LESGA para evitar o rebaixamento, o que logo depois foi negado e manteve-se o regulamento. com a Alegria recebendo ajuda da prefeitura. no entanto a escola estourou o tempo em seu desfile e foi a última colocada no Grupo de acesso, retornando ao grupo B,.
No ano de 2012 a escola se reforçou trazendo Eduardo Gonçalves como carnavalesco e Mestre Esteves, como diretor de bateria ao lado de Claudinho Tuiuti. além de formar uma corte da bateria, composto por: Andreza Oliveira e Larissa Reis, como rainha e princesa da bateria, ambas da comunidade que se juntaram a modelo Alessandra Mattos, como madrinha de bateria da escola, sendo a segunda colocada.
Em 2013, teve como enredo o centenário do Cordão do Bola Preta. Assim como em 2011, foi novamente prejudicada com o incêndio em seu barracão, perdendo alegorias a fantasias. Terminou com a 14º colocação.
Em 2014, sendo segunda escola a desfilar na noite de sábado, o Alegria exaltou seu bairro de criação, Copacabana, no enredo dos carnavalescos André Tabuquine e Eduardo Minucci. Inicialmente seria formada uma Comissão, que incluiria Sandro Gomes, que deixou a escola antes do desfile. Tendo sua final de samba-enredo no dia 14 de setembro de 2013, com quatro concorrentes, a escola terminou a apuração novamente com o 14° lugar.
Para o carnaval de 2015, a escola apresentou um enredo sobre o jeito de ser do carioca. "Kari'Oka" foi assinado pelo carnavalesco Eduardo Minucci. O presidente Marcus Almeida fez algumas modificações em sua equipe, promovendo Maurício Dias, ex-membro da comissão de harmonia, à direção de carnaval, e a comissão de harmonia sendo formada por Gilberto Moura, Carlos Jorge e Uiliam Esteves. Trouxe para a escola o novo casal de mestre-sala e porta-bandeira, Hugo César e Bárbara Falcão, e o experiente intérprete Alexandre D'Mendes para assumir o microfone oficial da escola. Novamente terminou em décimo terceiro lugar.
Para o carnaval de 2016, o carnavalesco Eduardo Minucci, o intérprete Alexandre D'Mendes e a coreógrafa Renata Monnier são desligados da escola, os novos contratados são Marco Antonio Falleiros, Tiganá e Jardel Augusto Lemos para os respectivos cargos. Com um enredo sobre o orixá Ogum, escola fez um desfile bonito, marcado principalmente pelo samba-enredo. Na apuração, consegue sua melhor colocação desde que ascendeu a Série A do carnaval, ficando na 10º colocação.
Para 2017, o carnavalesco Marco Antônio, foi mantido. O enredo anunciado foi uma homenagem a sambista Beth Carvalho. No desfile a escola sofreu alguns problemas em evolução, o que fez a Alegria cair para 13º lugar, a frente apenas da União do Parque Curicica, rebaixada à Série B.
Para o carnaval de 2018, a agremiação levou para a avenida o enredo sobre a Revolta dos Malês e Luiza Mahin. Fazendo um desfile superior em termos plásticos e técnicos, obteve sua melhor colocação, um 8º lugar, ficando a frente de escolas como Renascer de Jacarepaguá, Santa Cruz e Rocinha.
Para o desfile de 2019, a escola apresentou o enredo "Saravá, Umbanda!" que exaltou a religião afro através das palavras de um sábio Preto Velho, com objetivo de fazer uma grande propagação de caridade, amor e fé. No pré-carnaval, a escola passou por muitas dificuldades e teve de montar seu desfile num barracão improvisado num terreno baldio na Avenida Brasil. Estas dificuldades ficaram nítidas no desfile, que apesar de correto foi problemático em alguns quesitos, o que acarretou no estouro de tempo de 1 minuto. Na apuração, a Alegria termina em 13° lugar, onde foi rebaixada pra então Série B. 
Após o carnaval de 2019, o Alegria se filia à LIVRES e passa a desfilar na terceira divisão alternativa, que também desfila na Estrada Intendente Magalhaes, em Campinho. Em 2020, desfilando com o enredo "Ypanema", dos carnavalescos André Tabuquine e Lane Santana, conseguiu o vice-campeonato em um grupo de seis escolas com 269 pontos.
A escola não desfilou em 2021 devido ao cancelamento do desfile das escolas de samba devido a pandemia de Covid-19. Durante o período sem desfiles, se filiou a Superliga Carnavalesca do Brasil e deu início a um projeto de reaproximação da agremiação com sua comunidade de fundação. A escola elege nova diretoria, composta por fundadores e o Grupo Resgate do Samba. Teve também o reingresso dos mesmos carnavalescos da fundação, Deco e Andre Wendos, para desenvolver o enredo "Até que Enfim... Aroldo Santos!", contando da vida de um dos seus baluartes em representatividade a todos os demais, obtendo a 11ª colocação e mantendo-se na Série Prata.
Para 2023, anuncia a reedição do enredo "Dorival Caymmi, o mar e o tempo nas areias de Copacabana", apresentado originalmente no carnaval de 2004. Obteve a décima colocação no desfile do Sábado das Campeãs. Em 2024, anunciou outra reedição: "Festa no Quilombo", de 2003, quando conquistou o título do então Grupo de Acesso B, terminando com o 11° lugar.
Após o carnaval de 2024, a escola anunciou o fim de suas atividades, alegando problemas internos e burocráticos.

## Segmentos

### Presidentes
| Mandato   | Nome                       | Ref.          |
| --------- | -------------------------- | ------------- |
| 1992-1993 | Carlos Dionisio            |               |
| 1994-1995 | Gilberto Teodoro           |               |
| 1996-1997 | Waldir Carolino de Azevedo |               |
| 1998-2001 | José Bonifácio             |               |
| 2002-2009 | Sérgio Eduardo de Almeida  | [ 16 ]        |
| 2010-2021 | Marcus Vinícius de Almeida | [ 16 ] [ 17 ] |
| 2021-2022 | José Bonifácio             |               |
| 2022-2023 | Marcus Vinícius de Almeida |               |
| 2023-2024 | Jhony Marco                |               |

### Presidente de Honra
| Mandato   | Nome           | Ref.   |
| --------- | -------------- | ------ |
| 2006-2010 | Sabrina Garcia | [ 16 ] |

### Intérpretes
| Carnavais | Intérprete oficial                                                | Ref    |
| --------- | ----------------------------------------------------------------- | ------ |
| 2000–2004 | Niltinho Oliveira                                                 | [ 18 ] |
| 2005      | Pixulé                                                            | [ 19 ] |
| 2006      | Ciganerey                                                         | [ 20 ] |
| 2007–2008 | Pixulé                                                            | [ 19 ] |
| 2009–2014 | Edmilton Di Bem                                                   | [ 21 ] |
| 2015      | Alexandre D'Mendes                                                | [ 22 ] |
| 2016      | Tiganá                                                            | [ 23 ] |
| 2017–2019 | Igor Vianna                                                       | [ 24 ] |
| 2020      | Zé Paulo Miranda                                                  | [ 17 ] |
| 2022      | Vicente Sabará, Ismael Cezario, Marquinhos Tibaco, Boletti e Zézé |        |
| 2023      | Ciganerey                                                         | [ 20 ] |
| 2024      | Hugo Jr                                                           |        |

### Diretores
| Periodo   | Direção de Carnaval                                              | Direção de Harmonia                                              | Mestre de Bateria          | Ref.   |
| --------- | ---------------------------------------------------------------- | ---------------------------------------------------------------- | -------------------------- | ------ |
| 2008      | Marcus Vinicius Almeira apoio Jackeline Nascimento               |                                                                  |                            |        |
| 2009      | Marcus Vinicius Almeira apoio Jackeline Nascimento               |                                                                  |                            |        |
| 2010      | Flávio Mello                                                     | Mauricio Dias Gilberto Moura Robson Sant’Anna                    | Claudinho Tuiuti e Tabaco  | [ 25 ] |
| 2011      | Flávio Mello                                                     | Mauricio Dias Gilberto Moura Robson Sant’Anna                    | Claudinho Tuiuti           | [ 26 ] |
| 2012      | Flávio Mello                                                     | Mauricio Dias Gilberto Moura Robson Sant’Anna                    | Claudinho Tuiuti e Esteves | [ 27 ] |
| 2013-2014 | André do Valle                                                   | Mauricio Dias Gilberto Moura Robson Sant’Anna                    | Esteves                    | [ 2 ]  |
| 2015      | Maurício Dias                                                    | Carlos Jorge                                                     | Esteves                    | [ 28 ] |
| 2016      | Julião Gresa                                                     | Carlos Jorge                                                     | Esteves                    |        |
| 2017      | Julião e Samuel Gasman                                           | Carlos Jorge Andre Jales Uiliam Estivessel)                      | Claudinho Tuiuti           |        |
| 2018      | Flavio Azevedo                                                   | Carlos Jorge Andre Jales Uiliam Estivessel)                      | Claudinho Tuiuti           |        |
| 2019      | Leandro Germano                                                  | Greg Tavares                                                     | Claudinho Tuiuti           |        |
| 2020      | José Roberto Monteiro “China”                                    | Asprilla e Fabio de Souza “Fabinho”                              | Claudinho Tuiuti           | [ 17 ] |
| 2022      | André Wendos, Tia Sônia, José Bonifácio, Deco e Marcelo Assunção | André Wendos, Tia Sônia, José Bonifácio, Deco e Marcelo Assunção | Sandro Amaral e Tabaco     |        |

### Coreógrafos
| Ano       | Nome                           | Ref.   |
| --------- | ------------------------------ | ------ |
| 2004-2007 | Irídio Mendes                  |        |
| 2010-2011 | Patrick Nogueira               |        |
| 2012      | Renata Monier                  | [ 29 ] |
| 2013      | Irídio Mendes                  | [ 30 ] |
| 2014      | Handerson Big                  | [ 31 ] |
| 2015      | Renata Monier                  | [ 32 ] |
| 2016      | Jardel Lemos                   | [ 32 ] |
| 2017      | Jorge Teixeira e Saulo Finelon |        |
| 2018      | Leandro Azevedo                | [ 33 ] |
| 2019      | João Paulo Machado             |        |
| 2020      | Adílson Lourenço               | [ 17 ] |
| 2022-     | Luiz Carlos Nascimento         |        |

### Casal de Mestre-sala e Porta-bandeira
| Ano        | Nome                                 | Ref.   |
| ---------- | ------------------------------------ | ------ |
| 2003-2005  | Mosquito e Jaçanã Ribeiro            |        |
| 2006-2007  | Chiquinho e Maria Helena             |        |
| 2008-2009  | Mosquito e Liliane                   |        |
| 2010-2012  | Feliciano Júnior e Eliana Fidélis    | [ 27 ] |
| 2013       | Fábio Júnior e Andréia Neves         | [ 34 ] |
| 2014       | Feliciano Júnior e Eliana Fidélis    | [ 2 ]  |
| 2015       | Hugo César e Bárbara Falcão          | [ 35 ] |
| 2016-2017  | Wanderson Orelha e Bárbara Falcão    | [ 35 ] |
| 2018       | Diego Machado e Alessandra Chagas    | [ 36 ] |
| 2018       | Diego Machado e Thaís Romi           | [ 37 ] |
| 2020       | Filipe Vianna e Joana Caroline Costa | [ 17 ] |
| 2022-atual | Neti e Naldi                         | [ 38 ] |

### Corte de Bateria
| Período     | Rainha            | Princesa          | Madrinha              | Ref.                              |
| ----------- | ----------------- | ----------------- | --------------------- | --------------------------------- |
| 2004 – 2005 | Karen Motta       |                   |                       | [ 2 ]                             |
| 2006        | Luciana Picorelli |                   |                       | [ 39 ]                            |
| 2007 – 2009 | Regininha         |                   | Ana Paula Evangelista | [ 39 ] [ 40 ] [ 2 ] [ nota 1 ]    |
| 2010        | Regininha         |                   | Jéssica Maia          | [ 41 ] [ 42 ] [ 43 ] [ 40 ] [ 2 ] |
| 2011        | Regininha         |                   |                       | [ 40 ]                            |
| 2012        | Andreza Oliveira  |                   | Alessandra Mattos     | [ 10 ] [ 44 ] [ 45 ]              |
| 2013        | Desirée Oliveira  |                   |                       | [ 40 ]                            |
| 2014 – 2015 | Veronice Abreu    |                   |                       | [ 46 ] [ 47 ]                     |
| 2016        | Camila Oliveira   |                   | Kasia Stocka          | [ 48 ] [ 49 ] [ 50 ]              |
| 2017        | Veronice Abreu    |                   | Anny Santos           | [ 51 ] [ 52 ] [ 53 ]              |
| 2018        | Anny Santos       |                   |                       |                                   |
| 2019        | Anny Santos       |                   |                       | [ 17 ]                            |
| 2020        | Ana Arruda        |                   |                       |                                   |
| 2022        | Escarlet Cristina | Júlia Albuquerque |                       |                                   |

## Carnavais
| Ano | Colocação | Divisão | Enredo | Carnavalesco | Ref.                 |
| --- | --- | --- | --- | --- | -------------------- |
| 1993 | 5.º lugar | Desfile de Avaliação                                                                                                  | "Sou mais carioca" | Deco |                      |
| 1994 | Campeã | Desfile de Avaliação                                                                                                  | "Na dança das cores, preto não é cor, mas negro é gente" | Deco e André Wendos                                                                                                   |                      |
| 1995 | A escola não desfilou                                                                                                 | A escola não desfilou                                                                                                 | A escola não desfilou | A escola não desfilou                                                                                                 |                      |
| 1996 | Campeã | Grupo E (sexta divisão)                                                                                               | "Olha que coisa mais linda, mais cheia de graça" | Deco e André Wendos                                                                                                   |                      |
| 1997 | Vice-campeã (Acesso)                                                                                                  | Grupo D (quinta divisão)                                                                                              | "Capoeira, um balé à brasileira" | Deco e André Wendos                                                                                                   |                      |
| 1998 | 7.º Lugar | Grupo C (quarta divisão)                                                                                              | "Mulher negra é cultura mundial" (Samba-enredo composto por Marquinhos, Serginho, Mano, Bebeto e Sérgio)                                                                                                 | Deco e André Wendos                                                                                                   |                      |
| 1999 | 11.º Lugar (Rebaixada)                                                                                                | Grupo C (quarta divisão)                                                                                              | "Alegria, sou signo no Zodíaco" | Deco e André Wendos                                                                                                   |                      |
| 2000 | Campeã | Grupo D (quinta divisão)                                                                                              | "Negro, quem és?" | Deco e André Wendos                                                                                                   |                      |
| 2001 | Campeã | Grupo C (quarta divisão)                                                                                              | "Brasil, um país de todas as raças" (Samba-enredo composto por Edu do Cavaco, Kléber e Sérgio) | Deco e André Wendos                                                                                                   |                      |
| 2002 | 6.º Lugar | Grupo B (terceira divisão)                                                                                            | "O sonho dourado de Percy" (Samba-enredo composto por Valter, Marinho e Bedeu) | Deco e André Wendos                                                                                                   |                      |
| 2003 | Vice-campeã (Acesso)                                                                                                  | Grupo B (terceira divisão)                                                                                            | "Festa no Quilombo na Coroação de um Rei Negro" (Samba-enredo composto por Fio, Moura e Expedito) | Deco e André Wendos                                                                                                   |                      |
| 2004 | 6.º Lugar | Grupo A (segunda divisão)                                                                                             | "Dorival Caymmi, o mar e o tempo nas areias de Copacabana" (Samba-enredo composto por Gilmar Nogueira, Jorge Madrugada e Pedrinho Cassa)                                                                 | Deco e André Wendos                                                                                                   |                      |
| 2005 | 5.º Lugar | Grupo A (segunda divisão)                                                                                             | "Teatro Rival, 70 anos de resistência cultural" (Samba-enredo composto por Adilson Silva, Bittar e Marcelinho Santos)                                                                                    | Deco, André Wendos e Marco Antônio Faleiros                                                                           |                      |
| 2006 | 10.º Lugar (Rebaixada)                                                                                                | Grupo A (segunda divisão)                                                                                             | "A Alegria é show de bola" (Samba-enredo composto por Henrique Balanshow, Valtinho BV, Augustinho Santos, Mará, Dário Lima, André do Cavaco, Xande, J.Júnior, Doum, Gago, Glorioso e Tadeu)              | Deco, André Wendos, Marco Antônio Faleiros                                                                            |                      |
| 2007 | 7.º Lugar | Grupo B (terceira divisão)                                                                                            | "Negro não humilha e nem se humilha a ninguém. Todas as raças já foram escravas também" (Samba-enredo composto por Adilson, Badá, Gago, Glorioso, Tadeu do Cavaco e Pixulé)                              | Marco Antônio Falleiros                                                                                               |                      |
| 2008 | 5.º Lugar | Grupo B (terceira divisão)                                                                                            | "Chegou o general da Banda! Albino Pinheiro, alegria do Rio" (Samba-enredo composto por Fio, Moura, Expedito, Ivo do Galo e Luiz Chaveiro)                                                               | Marco Antônio Falleiros e Rodrigo Sampaio                                                                             |                      |
| 2009 | 10.º Lugar | Grupo RJ-1 (terceira divisão)                                                                                         | "Heitor dos Prazeres, carioca da gema, sambista de coração" (Samba-enredo composto por Rodney Cheto, Marcinho Keleque, Douglas PN, Bogalho, Guinho, Léo, Júnior e Vagner Britto)                         | Marco Antônio Falleiros e Rodrigo Sampaio                                                                             |                      |
| 2010 | Campeã | Grupo RJ-1 (terceira divisão)                                                                                         | "No mundo da fantasia... vejo as cores da Alegria" (Samba-enredo composto por Wanderlei, Cleber, Armandinho, Silvão e F. Pinto)                                                                          | Lane Santana |                      |
| 2011 | 11.º Lugar (Rebaixada)                                                                                                | Grupo A (Segunda divisão)                                                                                             | "Os doze obás de Xangô" (Samba-enredo composto por Alexandre Alegria, Telmo, Adelson, Vagner Silva e Serginho Gama)                                                                                      | Lane Santana |                      |
| 2012 | Vice-campeã (Acesso)                                                                                                  | Grupo B (Terceira divisão                                                                                             | "Os Saltimbancos" (Samba-enredo composto por Daniel Katar, Rodney Chetô, Vinícius Amaral, Pixulé, Rodrigo Bola, Xuxa do Cavaco, Celson Mody e Al Big Dan)                                                | Eduardo Gonçalves |                      |
| 2013 | 14.º Lugar | Série A (Segunda divisão)                                                                                             | "Quem não chora não mama" (Samba-enredo composto por Daniel Katar, Pixulé, Vinícius Amaral, Victor Alves, Cathiola e Edmilton Di Bem)                                                                    | Eduardo Gonçalves |                      |
| 2014 | 14.º Lugar | Série A (Segunda divisão)                                                                                             | "Sacopenapã" (Samba-enredo composto por Márcio André Filho, Gabriel Fraga, Telmo Augusto, Adelson, Virgínia e Edvander)                                                                                  | André Tabuquine, Eduardo Minucci e Leandro Mourão                                                                     |                      |
| 2015 | 13.º Lugar | Série A (Segunda divisão)                                                                                             | "Kari’Oka" (Samba-enredo composto por Márcio André Filho, Vaguinho, Telmo Augusto, Adelson, Vagnão e Hebert Rocha)                                                                                       | Eduardo Minucci | [ 54 ]               |
| 2016 | 10.º Lugar | Série A (Segunda divisão)                                                                                             | "Ogum" (Samba-enredo composto por Pixulé, Thiago Meiners, Rafael Tubino, James Bernardes, Alex Bagé, André K, Gilson, José Mario, Júnior e Victor Alves)                                                 | Marco Antônio Falleiros                                                                                               | [ 55 ]               |
| 2017 | 13.º Lugar | Série A (Segunda divisão)                                                                                             | "Vou festejar com Beth Carvalho, a madrinha do samba" (Samba-enredo composto por Pixulé, Rafel Tubino, James Bernardes, André Kaballa, Marcelão, Marco Moreno, José Mário, Pedro Miranda e Victor Alves) | Marco Antônio Falleiros                                                                                               | [ 56 ]               |
| 2018 | 8º Lugar | Série A (Segunda divisão)                                                                                             | “Bravos Malês! A Saga de Luiza Mahin” (Samba-enredo composto por Samir Trindade, Telmo Augusto, Fernando Girão, Marco Moreno, Marcelão da Ilha e Thiago Meiners)                                         | Marco Antônio Falleiros                                                                                               | [ 57 ]               |
| 2019 | 13º Lugar (Rebaixada)                                                                                                 | Série A (Segunda divisão)                                                                                             | "Saravá, Umbanda!" | Marco Antônio Falleiros                                                                                               | [ 58 ]               |
| 2020 | Vice-campeã | LIVRES (Terceira divisão alternativa)                                                                                 | "Ypanema" Compositores:Márcio André, Thiago Meiners, Daniel Katar, Rodrigo Alves, Mattos Tavares e Sandra Portella                                                                                       | André Tabuquine | [ 59 ] [ 60 ] [ 17 ] |
| Inicialmente adiados para o mês de julho, os desfiles do Carnaval 2021 foram cancelados devido a pandemia de Covid-19 | Inicialmente adiados para o mês de julho, os desfiles do Carnaval 2021 foram cancelados devido a pandemia de Covid-19 | Inicialmente adiados para o mês de julho, os desfiles do Carnaval 2021 foram cancelados devido a pandemia de Covid-19 | Inicialmente adiados para o mês de julho, os desfiles do Carnaval 2021 foram cancelados devido a pandemia de Covid-19                                                                                    | Inicialmente adiados para o mês de julho, os desfiles do Carnaval 2021 foram cancelados devido a pandemia de Covid-19 | [ 61 ]               |
| 2022 | 11º Lugar | Série Prata (terceira divisão)                                                                                        | "Até que enfim... Aroldo Santos" | Deco e André Wendos                                                                                                   | [ 62 ]               |
| 2023 | 10º Lugar | Série Prata (Sábado) (terceira divisão)                                                                               | "Dorival Caymmi, o mar e o tempo nas areias de Copacabana" (Reedição do carnaval de 2004) (Samba-enredo composto por Gilmar Nogueira, Jorge Madrugada e Pedrinho Cassa)                                  | Marco Antônio Falleiros                                                                                               | [ 63 ]               |
| 2024 | 11º Lugar | Série Prata (Sexta-feira) (terceira divisão)                                                                          | "Festa no Quilombo" (Reedição do carnaval de 2003) (Samba-enredo composto por Fio, Moura e Expedito) | Felipe Costa, Pedro Machado e Paulo Jorge                                                                             | [ 64 ]               |

## Títulos
| Divisão | Divisão          | Títulos | Carnavais   |
|         | Terceira Divisão | 1       | 2010        |
|         | Quarta Divisão   | 1       | 2001        |
|         | Quinta Divisão   | 1       | 2000        |
|         | Sexta Divisão    | 2       | 1994 e 1996 |

## Premiações
Prêmios recebidos pelo GRES Alegria da Zona Sul.
| Ano  | Prêmio                | Categoria / premiados                                       | Divisão    | Ref.          |
| ---- | --------------------- | ----------------------------------------------------------- | ---------- | ------------- |
| 2003 | S@mba-Net             | Casal de Mestre-sala e Porta-bandeira (Mosquito e Jaçanã)   | Grupo B    | [ 65 ]        |
| 2003 | S@mba-Net             | Ala mirim                                                   | Grupo B    | [ 65 ]        |
| 2004 | S@mba-Net             | Comissão de frente (Coreógrafo responsável: Iridio Mendes)  | Grupo A    | [ 66 ]        |
| 2004 | Troféu Jorge Lafond   | Ala mirim                                                   | Grupo A    | [ 67 ]        |
| 2006 | Troféu Jorge Lafond   | Mestre-sala (Chiquinho)                                     | Grupo A    | [ 68 ]        |
| 2008 | S@mba-Net             | Ala mirim                                                   | Grupo B    | [ 69 ]        |
| 2008 | Troféu Jorge Lafond   | Rainha de bateria                                           | Grupo B    | [ 70 ]        |
| 2008 | Troféu Jorge Lafond   | Destaque                                                    | Grupo B    | [ 70 ]        |
| 2009 | Troféu Jorge Lafond   | Rainha de bateria                                           | Grupo B    | [ 71 ]        |
| 2010 | Troféu Rádio Manchete | Melhor escola                                               | Grupo RJ-1 | [ 72 ]        |
| 2010 | Troféu Jorge Lafond   | Melhor escola                                               | Grupo RJ-1 | [ 73 ]        |
| 2010 | Troféu Jorge Lafond   | Carnavalesco (Lane Santana)                                 | Grupo RJ-1 | [ 73 ]        |
| 2010 | Troféu Jorge Lafond   | Comissão de frente (Coreógrafo: Patrick Carvalho)           | Grupo RJ-1 | [ 73 ]        |
| 2010 | S@mba-Net             | Ala das baianas                                             | Grupo RJ-1 | [ 74 ]        |
| 2010 | S@mba-Net             | Conjunto de alegorias                                       | Grupo RJ-1 | [ 74 ]        |
| 2010 | S@mba-Net             | Conjunto de fantasias                                       | Grupo RJ-1 | [ 74 ]        |
| 2010 | S@mba-Net             | Destaque de luxo (Ricardo Ferrador - Carro abre-alas)       | Grupo RJ-1 | [ 74 ]        |
| 2010 | Plumas & Paetês       | Carnavalesco (Lane Santana)                                 | Grupo RJ-1 | [ 75 ]        |
| 2010 | Plumas & Paetês       | Diretor de carnaval (Flavio Melo)                           | Grupo RJ-1 | [ 75 ]        |
| 2010 | Plumas & Paetês       | Aderecistas (José Paulo e Kleber Santos)                    | Grupo RJ-1 | [ 75 ]        |
| 2010 | Plumas & Paetês       | Destaque (Ricardo Ferrador)                                 | Grupo RJ-1 | [ 75 ]        |
| 2011 | Troféu Jorge Lafond   | Comissão de frente (Coreógrafo: Patrick Carvalho)           | Grupo A    | [ 76 ]        |
| 2012 | S@mba-Net             | Enredo ("Os Saltimbancos")                                  | Grupo B    | [ 77 ]        |
| 2012 | S@mba-Net             | Comissão de frente (Coreógrafa responsável: Renata Monnier) | Grupo B    | [ 77 ]        |
| 2012 | Plumas & Paetês       | Figurinista (Eduardo Gonçalves)                             | Grupo B    | [ 78 ]        |
| 2012 | Plumas & Paetês       | Pesquisador / historiador (Eduardo Gonçalves)               | Grupo B    | [ 78 ]        |
| 2013 | S@mba-Net             | Ala ("Nega maluca" - Bateria)                               | Série A    | [ 79 ] [ 80 ] |
| 2016 | SRZD-Carnaval         | Intérprete (Tiganá)                                         | Série A    | [ 81 ]        |
| 2019 | Troféu Sambario       | Melhor Intérprete da Série A (Igor Vianna)                  | Série A    | [ 82 ]        |